# ناحیه ارین، شهرستان رایس، مینه سوتا
ناحیه ارین (به انگلیسی: Erin Township) یک منطقهٔ مسکونی در ایالات متحده آمریکا است که در شهرستان رایس، مینه‌سوتا واقع شده‌است.
 ناحیه ارین ۹۳٫۷ کیلومتر مربع مساحت و ۷۹۷ نفر جمعیت دارد و ۳۴۹ متر بالاتر از سطح دریا واقع شده‌است.